# Asamblea Nacional de Togo
Asamblea Nacional es la cámara baja del parlamento de Togo. De hecho, es un parlamento unicameral ya que el Senado, previsto por la revisión de 2002 de la Constitución de 1992, aún no se ha establecido.
Está compuesto por 91 miembros (frente a 81 antes de 2012) elegidos por votación proporcional plurinominal por un período de cinco años.

## Sistema electoral
La Asamblea Nacional se compone de 91 escaños cuyos miembros son elegidos por cinco años por lista proporcional en treinta distritos electorales de 2 a 10 escaños cada uno. El escrutinio se realiza con listas paritarias cerradas compuestas por el doble de candidatos que de escaños a cubrir, y los resultados en votaciones conducen a una distribución de escaños sin umbral electoral pero según el método del mayor resto. Las elecciones de 2018 ven la introducción de la paridad de género obligatoria en las listas de los partidos.
Tras la revisión constitucional de 2019, el mandato de los diputados aumenta de cinco a seis años, renovables dos veces, a partir de las elecciones legislativas de 2023.